# تختميشلو
تختميشلو هي قرية في مقاطعة ميانة، إيران. عدد سكان هذه القرية هو 67 في سنة 2006.